# Гордан Петрич
Гордан Петрич (серб. Gordan Petrić / Гордан Петрић, нар. 30 липня 1969, Белград) — югославський сербський футболіст, що грав на позиції захисника. По завершенні кар'єри — футбольний тренер.
Виступав, зокрема, за «Партизан» та «Рейнджерс», а також національну збірну Югославії.

## Клубна кар'єра
У дорослому футболі дебютував дебютував за ОФК (Белград) в сезоні 1985/86, зігравши один матч у вищому дивізіоні Югославії, звідки ОФК за підсумками сезону вилетів і до кінця 1988 року він виступав з клубом у другому дивізіоні. На початку 1989 року Петрич перейшов до «Партизана», з яким за п'ять років виграв один титул чемпіона і два титули володаря Кубка Югославії.
У листопаді 1993 року перейшов до шотландського клубу «Данді Юнайтед», де виступав під керівництвом співвітчизника Івана Голаца і виграв у перший же сезон Кубок Шотландії. Завдяки своїм виступам на стадіоні «Теннедайс Парк» в липні 1995 року перейшов у місцевий гранд, клуб «Рейнджерс». У складі «рейнджерів» він провів три роки і допоміг команді виграти восьмий, а потім і дев'ятий поспіль титул чемпіонів Шотландії, а потім перейшов в англійський «Крістал Пелес». Єдиний гол за англійський клуб він забив у матчі проти «Шеффілд Юнайтед» (1:1).
Влітку 1999 року Петрич переїхав до Греції, в афінський АЕК, але через кілька місяців повернувся до Шотландії і в грудні перейшов до клубу «Гарт оф Мідлотіан», яким керував Джим Джефферіс. У березні 2001 року до закінчення контракту за обопільною згодою сторін Петрич покинув клуб: єдиний гол за шотландську команду він забив у матчі проти «Штутгарта» в Кубку УЄФА.
Після півроку тренувань у складі «Партизана» Петрич відправився на правах оренди в китайський «Сичуань Дахе» в березні 2002 року. Погравши там деякий час, того ж року він оголосив про завершення кар'єри.

## Виступи за збірні
У складі юнацької збірної Югославії (U-20) Гордан став молодіжним чемпіоном світу 1987 року, зігравши на турнірі у Чилі у 4 іграх, в тому числі і у виграному в серії пенальті фіналі проти ФРН. В подальшому з командою до 21 року став фіналістом молодіжного чемпіонату Європи 1990 року.
20 вересня 1989 року дебютував в офіційних матчах у складі національної збірної Югославії в товариській грі проти Греції (3:0). Він був у заявці команди, яка мала поїхати на Євро-1992, але через війну в Югославії була дискваліфікована з турніру за 10 днів до початку змагань.
Після розпаду Югославії, у 1997 році Петрич зіграв три матчі у складі збірної Союзної Республіки Югославія. Останню — 16 червня 1997 року проти Південної Кореї (1:1) в Сеулі.

## Тренерська кар'єра
З 2007 по 2008 роки Петрич працював генеральним секретарем «Партизана». У жовтні 2008 року він був призначений разом із Зораном Мирковичем віце-президентом клубу, обидва покинули свої пости у вересні 2009 року.
З грудня 2012 року Петрич працював тренером «Бежанії», покинувши клуб в кінці 2013 року. У травні 2014 року він став помічником головного тренера збірної Сербії Любинко Друловича.
Провівши ще деякий час у командах «Синджелич» і «Земун» в 2015 році, Петрич став у вересні 2016 року тренером команди «Чукарички» з сербської Суперліги, покинувши клуб за обопільною згодою сторін через 3 місяці.
З червня по жовтень 2017 року був головним тренером команди «Рад» з сербської Суперліги, після чого у 2018—2019 роках знову працював із Зораном Мирковичем, цього разу у тренерському штабі «Партизані».
12 травня 2019 року грецька «Лариса» оголосила про призначення головним тренером Петрича, однак він покинув команду вже в серпні того ж року.

## Титули і досягнення
- Чемпіон світу (U-20): 1987
- Чемпіон Югославії (1):

«Партизан»: 1992–93
- Володар Кубка Югославії (2):

«Партизан»: 1988–89, 1991–92
- Чемпіон Шотландії (2):

«Рейнджерс»: 1995–96, 1996–97
- Володар Кубка Шотландії (2):

«Данді Юнайтед»: 1993–94
«Рейнджерс»: 1995–96
- Володар Кубка шотландської ліги (1):

«Рейнджерс»: 1996–97